# Venàfrum
Venàfrum (en llatí: Venafrum, en grec antic: Οὐέναφρον) va ser una ciutat de Campània situada a la vall del Volturnus, dalt d'un turó a la part dreta d'aquest riu, segons Estrabó, i a la via Llatina, a uns 30 km de Casinum i de Teanum, segons l'Itinerari d'Antoní. Era la darrera ciutat de Campània pel nord. Casinum a l'oest ja formava part del Latium i Aesernia al nord-est era part del Samni.
No és esmentada abans de la conquesta romana i no se sap a quin poble va pertànyer però es pensa que el més probable és que fos una ciutat samnita. Va ser un municipi romà amb un territori prou fèrtil i segons Valeri Cató s'hi fabricaven espases, terrissa i cordes. Més tard va ser coneguda pel seu oli, considerat el millor d'Itàlia i del que se servien les taules dels emperadors i els principals ciutadans de Roma, segons els poetes Horaci, Marcial i Juvenal, i també en parlen Estrabó, Plini el Vell i Varró.
Durant la guerra social, l'any 88 aC, va caure en mans del cabdill samnita Mari Egnaci i les dues cohorts romanes que la defensaven van morir passats per l'espasa. Ciceró diu que els seus terrenys eren molt fèrtils i que va ser un dels territoris que el tribú de la plebs Publi Servili Rul·lus va proposar l'any 63 aC, amb la llei Servilia agraria que es repartissin entre els ciutadans més pobres. Aquesta iniciativa va fracassar, però en temps d'August es va establir a la ciutat una colònia romana i des de llavors va portar aquest títol.
Va subsistir tota l'edat mitjana i va arribar fins a l'actualitat amb el nom de Venafro. De l'antiga ciutat només resta una construcció en mal estat que probablement era l'amfiteatre.